# 10 keer
10 keer is een lied van de Nederlandse rapper en zanger Jonna Fraser en de Algerijns-Franse rapper Boef. Het werd in 2021 als single uitgebracht.

## Achtergrond
10 keer is geschreven door Alexander Monteleone, Jonathan Jeffrey Grando, Raoul Chen en Sofiane Boussaadia en geproduceerd door Diztortion. Het is een nummer dat past in het genre nederhop met effecten uit de dancehall. In het lied rappen en zingen de artiesten over hun pad naar succes. Ze gaan in op de opofferingen die ze hebben moeten maken, de mensen die hun tegenwerken en de vele rijkdommen die ze hebben. 
Voor de videoclip deden de artiesten online een oproep naar kinderen die op de artiesten leken. Deze kinderen zouden dan de rol van de artiesten in de videoclip spelen, die ze daarnaast zelf zouden regisseren. De twee kinderen die werden uitgekozen besloten onder meer dat in de videoclip geracet moest worden met gouden Lamborghini's, nasi en friet moest worden gegeten, een zwemfeestje moest worden gehouden en een van de kinderen besloot dat hij zich als Batman wilde kleden.
Het is niet de eerste keer dat de twee artiesten met elkaar samenwerken. Dit deden zij eerder al op Geen regrets.

## Hitnoteringen
De artiesten hadden bescheiden succes met het lied in Nederland. Het piekte op de 42e plaats van de Single Top 100 in de drie weken dat het in deze hitlijst te vinden was. De Top 40 en haar Tipparade werden niet bereikt.